# Eaton Hall (Cheshire)

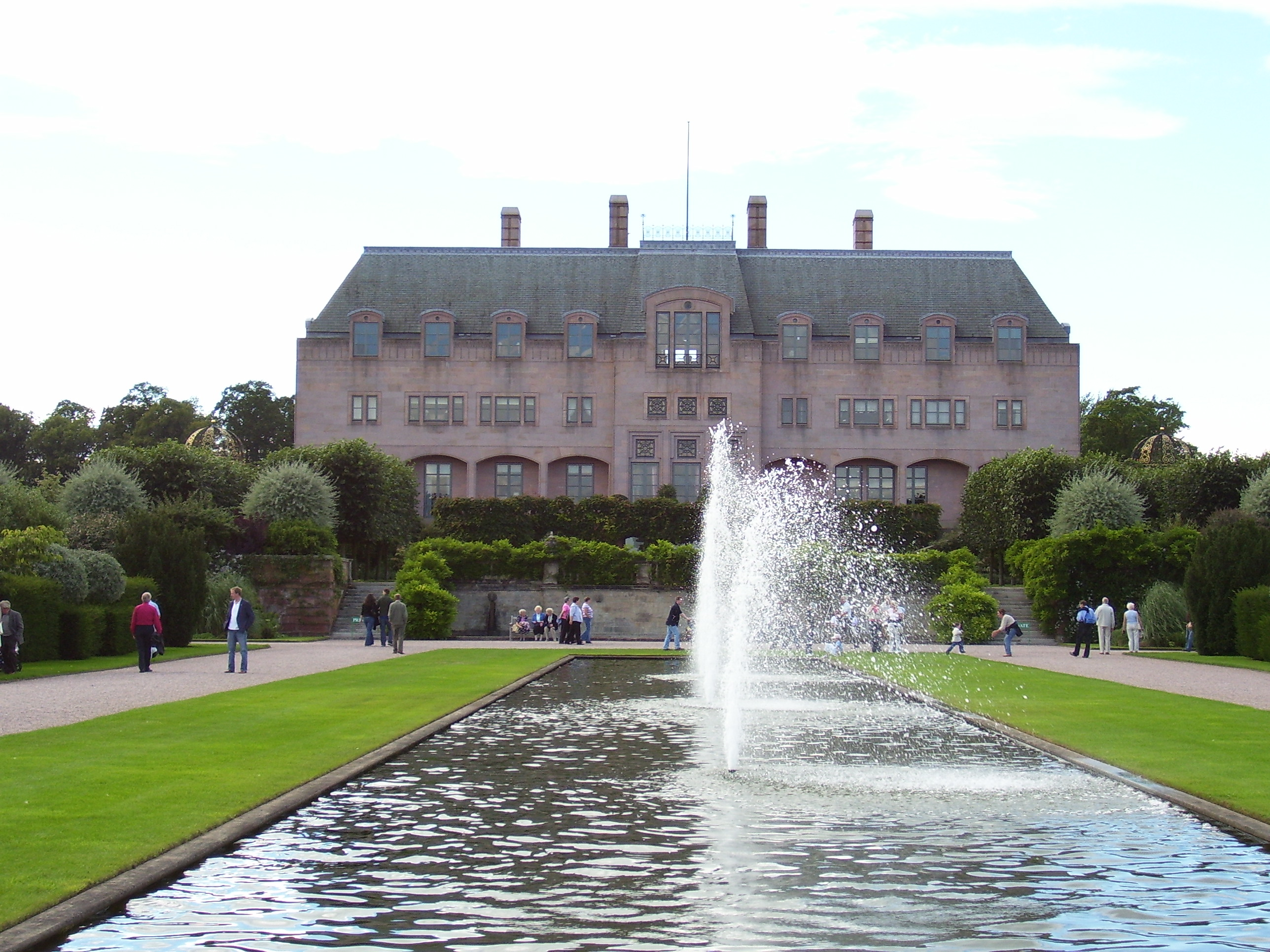
Aspecto da actual fachada este de Eaton Hall.

Eaton Hall é um palácio rural localizado no interior de um grande parque na aldeia de Eccleston, perto de Chester, na Inglaterra. É a casa de campo dos Duques de Westminster, sendo o seu actual proprietário Hugh Grosvenor, 7.º Duque de Westminster. A propriedade cobre 11.000 acres (45 km²).

## História

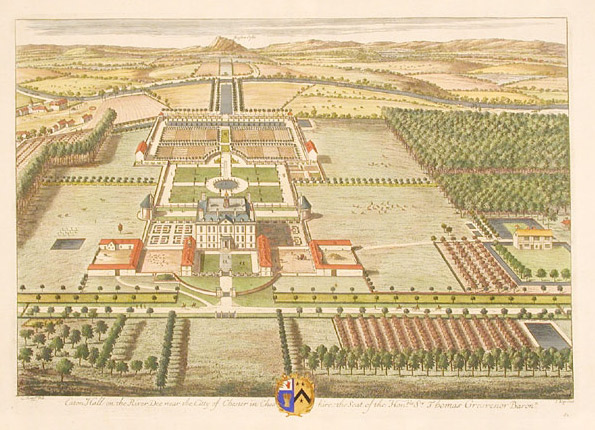
Eaton Hall em 1708.

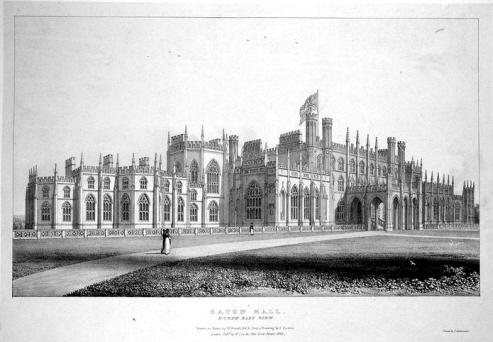
Esta impressão de 1826 mostra a entrada do Eaton Hall de William Porden.

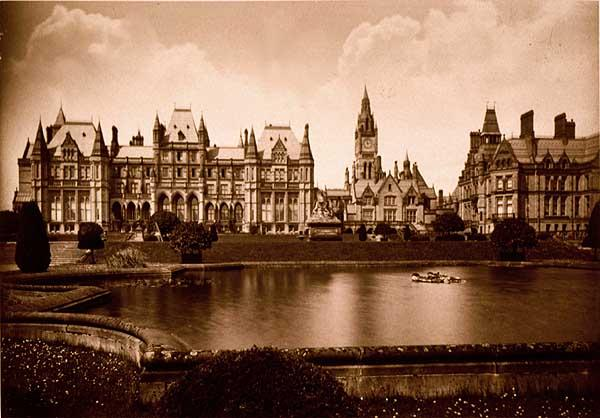
Fotografia (cerca de 1880) mostrando a frente do jardim do Eaton Hall, por Waterhouse.

A herdade pertencia à família Grosvenor desde o reinado de Henrique VI, no século XV, quando Ralph Grosvenor casou com Joan, filha de John Eaton e herdeira da propriedade. O palácio tem sido reconstruído diversas vezes. Em 1675, William Samwell desenhou o original Eaton Hall para Sir Thomas Grosvenor, 3º Baronete. No entanto, este edifício só foi concluído em 1682, já depois da morte do arquitecto.
Mais tarde, em 1690, o edifício também foi atribuído a Sir John Vanbrugh. Entre 1804 e 1812, William Porden reconstruiu a casa em estilo neogótico. Dobrou o tamanho do palácio, mas manteve as fundações do antigo edifício e algumas das paredes.
Na década de 1870, Eaton Hall foi massivamente ampliado, numa pesada versão gótica, por Alfred Waterhouse. Este era, provavelmente, o mais caro projecto de edifício de sempre num palácio rural da Inglaterra, custando 600.000 libras: um reflexo do estatuto do Marquês de Westminster como o mais rico homem no Reino Unido. O palácio reconstruído era extremamente irregular e assimétrico mas, uma vez mais, parte da velha estrutura foi mantida, sendo ainda possível identificar, no centro da fachada do bloco principal, a forma das nove secções com três andares do edifício de Vanbrugh. Esta versão de Eaton Hall apresnetava uma grande capela com uma torre sineira, a qual estava ligada com as outras alas do palácio, mas erguendo-se à parte delas. A torre carrega uma grande semelhança com o Big Ben, a torre do relógio do Palace of Westminster, em Londres. Em tempos, era tocado "There is no place like home" nos sinos de cada vez que o Duque se aproximava do palácio.

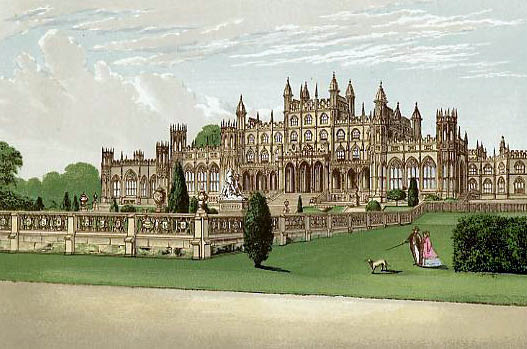
Eaton Hall em 1880.

Entre 1896 e 1947, a propriedade foi servida pela linha férrea de 15 polegadas do Eaton Hall Railway. Parte da rota do antigo caminho de ferro foi reaberta em 1994.
Eaton Hall serviu como hospital em ambas as Guerras Mundiais e como escola de treino de cadetes entre 1946 e 1960. Embora o desenho de Waterhouse seja, agora, considerado como uma obra prima do gótico vitoriano, a parte principal do palácio foi demolida pelos curadores da propriedade em 1963. No entanto, a capela, a torre sineira e o bloco dos estábulos foram mantidos. Foi construído um novo edifício no moderno estilo internacional; o arquitecto foi John Dennys, cunhado do 5º Duque de Westminster. Embora seja ducal no tamanho, a sua fachada austera encontrou pouco agrado tanto dos críticos de arquitectura como dos visitantes, chegando a ser comentado que lembra a maior bomba de gasolina no Cheshire. Na década de 1990, o edifício foi aumentado e refeito numa versão do classicismo francês.
O palácio contém uma elegante colecção de mobílias e pinturas reunidas pela família Grosvenor. A família fez a sua fortuna pelo desenvolvimento de Belgravia, de Pimlico e duma grande porção do Mayfair, todas elas áreas elegantes de Londres. Pimlico foi vendido, mas os Grosvenor ainda possuem muitas propriedades em Mayfair e Belgravia.
Eaton Hall é uma residência privada, não se encontrando aberta ao público, embora o seu jardim seja franqueado aos visitantes alguns dias por ano. Existe uma sala funcional que pode ser arrendada para instituições de caridade.